# Psy na smyczy
Psy na smyczy (hiszp. Perros y útiles de caza lub Perros en traílla) – obraz olejny hiszpańskiego malarza Francisca Goi.

## Seriakartonów do tapiserii
Dzieło to należało do serii kartonów do tapiserii – obrazów olejnych o znacznych rozmiarach przygotowywanych jako wzór dla warsztatów tkackich Królewskiej Manufaktury Tapiserii Santa Bárbara w Madrycie. Na ich podstawie tkano barwne gobeliny, które zdobiły wnętrza królewskich posiadłości. Była to pierwsza seria, którą Goya wykonał dla Karola IV (wtedy jeszcze infanta, księcia Asturii) z przeznaczeniem do jadalni pałacu-klasztoru Escorial. Seria została ukończona w 1775 roku, a jej tematem były łowy i wędkarstwo – ulubione rozrywki przyszłego monarchy i jego ojca Karola III. Oprócz Psów na smyczy w jej skład wchodziły dzieła: Polowanie na przepiórki, Polowanie na dzika, Myśliwy z psami, Myśliwy ładujący broń, Polowanie z wabikiem, Wędkarz, Muchachos cazando con un mochuelo i Caza muerta. Wykonanie tej serii kartonów, która została dobrze przyjęta przez książęcą parę, otworzyło Goi drogę do kariery na dworze.

## Analiza
W pierwszym roku pracy jako malarz kartonów do tapiserii Goya pracował pod kierunkiem swojego szwagra Francisco Bayeu. Bayeu, doświadczony artysta o niekwestionowanej pozycji na dworze, wykonywał szkice kartonów, nad którymi później pracował Goya. Jego pierwsze projekty są utrzymane w stylu nadwornych projektantów gobelinów, przypominają zwłaszcza prace José del Castillo i Ramona Bayeu, brata Francisca. Dopiero po ukończeniu tej serii i pozytywnej opinii królewskiej rodziny, Goya otrzymał pozwolenie na wykonywanie kartonów według własnych projektów.
Wydłużony kształt tego dzieła świadczy o tym, że powstały na jego podstawie gobelin mógł wisieć nad drzwiami jadalni lub nad oknem. Kompozycja uwzględnia perspektywę potencjalnego widza, który patrzył na wysoko zawieszony gobelin z dołu. Przedstawione na obrazie psy gończe siedzą na niewielkim wzniesieniu tworząc kompozycję piramidalną – układ typowy dla twórczości Antona Rafaela Mengsa, czołowego artysty epoki. Przed nimi leżą skrzyżowane strzelby i przybory łowieckie: woreczki na kule i śrut, róg z prochem i nóż myśliwski. Istotna jest umiejętność malowania zwierząt, które Goya często przedstawiał również w swoich późniejszych pracach. Barwy nieba i roślinności to zlewające się odcienie niebieskiego i zielonego, podobnie jak w stanowiącym parę z tym obrazem Polowaniem z wabikiem.
W późniejszych projektach Goya znacznie poprawił styl, koloryt i kompozycję, osiągając pod tym względem mistrzostwo w dziele Parasolka.

## Historia obrazu
W 1869 roku Psy na smyczy razem z innymi sześcioma kartonami do tapiserii zostały skradzione z piwnic Królweskiego Pałacu w Madrycie. Malarz Raimundo de Madrazo odnalazł to dzieło w Paryżu, kupił je, a następnie ofiarował Muzeum Prado w 1895 roku.